# Baronnie de Peyre
Pour les articles homonymes, voir Peyre.

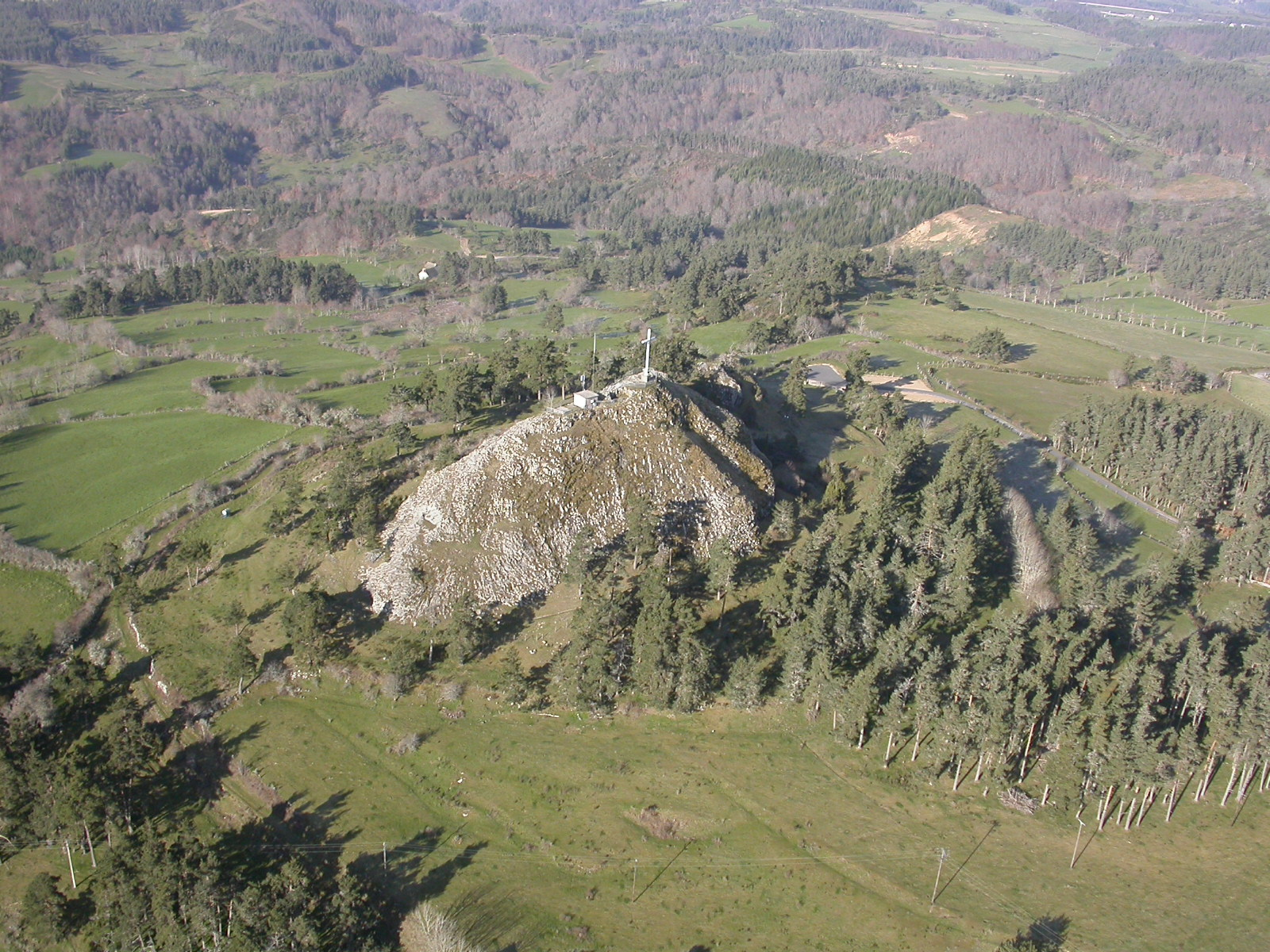
Le roc de Peyre.

La baronnie de Peyre est une des baronnies du Gévaudan. Elle fut une des plus grandes baronnies du sud de la France jusqu'à la prise du Roc de Peyre par l'amiral Anne de Joyeuse au XVIe siècle.

## Histoire
On ne connaît pas exactement la date de création de la baronnie, mais il est certain qu'elle est déjà existante en 973, date du premier fait d'arme des Peyre qui libèrent la terre de Provence contre les Sarrasins ; ceci en fait la plus ancienne baronnie du Gévaudan,.
Les Peyre ont aussi eu des membres très haut placés, comme Astorg de Peyre, neveu de Raimond-Bérenger IV, comte de Barcelone en 1150. Le prénom Astorg est très courant dans la baronnie.
Un autre Astorg de Peyre fut tué au cours du massacre de la Saint-Barthélemy. Ce fut Matthieu Merle, un vassal des Peyre, qui fut chargé de le venger.
Les Peyre possédaient sept châteaux sur la terre de Peyre.
Au XVIe siècle, en réponse à la prise du Gévaudan par les huguenots, l'amiral français Anne de Joyeuse détruisit le roc de Peyre, réputé imprenable.

## Géographie
La baronnie de Peyre se situe au Gévaudan.
À l'est et au nord, les limites de la baronnie sont situées à Serverette et Ribennes avec les Randon, et au pont des Estrets avec les Apchier. Près de Javols, les Merle sont leurs vassaux. Au sud, la baronnie se partage une partie de l'Aubrac avec les Canilhac, le village des Hermaux étant situé vers la frontière entre les deux. Les Peyre ont également quelques possessions en bord du Tarn.

## La famille Peyre aujourd'hui

### Après la prise du roc de Peyre
Après la prise du roc de Peyre, le dernier héritier masculin s'installe, en 1530. Sa fille transmettra la baronnie à son époux, le seigneur de Cardalhac, une autre baronnie du Gévaudan. Mais les fils se battent pour la possession.

### Pendant et après la révolution jusqu'en 1945
Avant la révolution française, un village nommé Peyre existait dans les Hautes-Alpes. En 1789, il fut rebaptisé La Piarre.

## Sources
1. 1 2 3 4 5  Coup d'œil historique de peyre ed 1871., Hachette Livre-Bnf, 2012 (ISBN 2-01-253379-5 et 978-2-01-253379-0, OCLC 936263842, lire en ligne).
2. 1 2 3  cdt48, « Terre de Peyre entre baronnies et royauté », sur cdt48.media.tourinsoft.eu.